# Đội trẻ Manchester United F.C. mùa bóng 2014–15
Đội U21 Manchester United là đội trẻ cao nhất của câu lạc bộ bóng đá Manchester United F.C. Đội bóng chơi ở Hạng 1 thuộc hệ thống giải Professional Development League dành cho lứa tuổi dưới U21. Tại giải đấu, mỗi đội cho phép đăng ký ba cầu thủ và một thủ môn trên 21 tuổi trong mỗi trận đấu. Đây là mùa giải thứ ba tại Barclays U21 Premier League và chia làm hai bảng đấu, mỗi bảng đấu có 12 đội tham dự dựa trên thành tích của mùa giải 2013-2014. Nhà vô địch Hạng 1 là đội có số điểm cao nhất sau 22 trận. Đội U21 Manchester United cũng tham gia vào giải Manchester Senior Cup và Lancashire Senior Cup.
Đội U18 Manchester United là đội trẻ thứ hai của câu lạc bộ bóng đá Manchester United F.C. Đội bóng chơi ở nhóm 2 thuộc hệ thống giải Professional Development League dành cho lứa tuổi dưới U18. Trong tổng số 24 câu lạc bộ thi đấu ở giải Barclays U18 Premier League, chia thành hai nhóm khu vực, phía bắc và phía nam. Đội U18 Manchester United nằm ở khu vực phía Bắc. Tại giải đấu này, không được sử dụng câu thủ ngoài 18 tuổi trừ thủ môn được phép sử dụng đến 19 tuổi. Đội U18 Manchester United cũng tham gia vào giải FA Youth Cup.

## Đội U21 Manchester United

### Giao hữu trước mùa giải 2014-2015
| Thời gian                | Đối thủ        | H/A                               | Tỷ số Bt-Bb | Cầu thủ ghi bàn                                          | Số lượng khán giả |
| ------------------------ | -------------- | --------------------------------- | ----------- | -------------------------------------------------------- | ----------------- |
| Ngày 20 tháng 7 năm 2014 | Bray Wanderers | A, Carlisle Grounds               | 0-1         |                                                          |                   |
| Ngày 22 tháng 7 năm 2014 | Southport      | A, Merseyrail Community Stadium   | 0 – 0       |                                                          | 675               |
| Ngày 23 tháng 7 năm 2014 | Altrincham     | A, J. Davidson Stadium, Moss Lane | 5-0         | Wilson (28); Petrucci (41,61); McNair (72); C.Evans (84) |                   |
| Ngày 29 tháng 7 năm 2014 | Barnsley       | A, Oakwell                        | 2-1         | Harrop (11,32)                                           | 3385              |

### Barclays U21 Premier League 2014-2015
Cập nhật đến ngày 18/03/2015

Kết quả chi tiết
| Thời gian                 | Vòng đấu | Đối thủ         | H/A                             | Tỷ số Bt-Bb | Cầu thủ ghi bàn                               | Số lượng khán giả |
| ------------------------- | -------- | --------------- | ------------------------------- | ----------- | --------------------------------------------- | ----------------- |
| Ngày 15 tháng 8 năm 2014  | Vòng 1   | Norwich U21     | H, Leigh Sports Village         | 3 – 0       | Lawrence (14); McNair (33); Harrop (77)       |                   |
| Ngày 22 tháng 8 năm 2014  | Vòng 2   | Liverpool U21   | A, Anfield                      | 1 – 1       | Lawrence (68)                                 |                   |
| Ngày 15 tháng 9 năm 2014  | Vòng 3   | Sunderland U21  | H, Old Trafford                 | 4 – 0       | Januzaj (19,27,82); A.Pereira (22)            |                   |
| Ngày 29 tháng 9 năm 2014  | Vòng 4   | Spurs U21       | A, Lamex Stadium                | 2 – 1       | Januzaj (87); Thorpe (91)                     |                   |
| Ngày 24 tháng 10 năm 2014 | Vòng 5   | West Ham U21    | A, Rush Green                   | 2 – 1       | Wilson (19); Keane (78)                       |                   |
| Ngày 3 tháng 11 năm 2014  | Vòng 6   | Leicester U21   | H, Leigh Sports Village         | 2 – 3       | Wilson (8); Sesay (og 53)                     |                   |
| Ngày 9 tháng 11 năm 2014  | Vòng 7   | Chelsea U21     | A, Stamford Bridge              | 1 – 1       | W.Keane (47 pen)                              |                   |
| Ngày 1 tháng 12 năm 2014  | Vòng 8   | Southampton U21 | A, Staplewood Training Ground   | 0 – 1       |                                               |                   |
| Ngày 9 tháng 1 năm 2015   | Vòng 9   | Norwich U21     | A, Carrow Road                  | 1 – 1       | Harrop (53)                                   |                   |
| Ngày 26 tháng 1 năm 2015  | Vòng 10  | Liverpool U21   | H, Leigh Sports Village         | 2 – 1       | Powell (34); McNair (47)                      |                   |
| Ngày 2 tháng 2 năm 2015   | Vòng 11  | Fulham U21      | H, Leigh Sports Village         | 1 – 2       | Powell (7)                                    |                   |
| Ngày 9 tháng 2 năm 2015   | Vòng 12  | Chelsea U21     | H, Leigh Sports Village         | 2 – 1       | Pereira (66); Thorpe (84)                     |                   |
| Ngày 17 tháng 2 năm 2015  | Vòng 13  | Everton U21     | H, Leigh Sports Village         | 0 - 0       |                                               | 3054              |
| Ngày 23 tháng 2 năm 2015  | Vòng 14  | Sunderland U21  | A, Stadium of Light             | 1 - 1       | A.Pereira 19                                  |                   |
| Ngày 10 tháng 3 năm 2015  | Vòng 15  | Tottenham U21   | H, Old Trafford                 | 1 - 1       | Rafael 32                                     |                   |
| Ngày 16 tháng 3 năm 2015  | Vòng 16  | Everton U21     | A, Merseyrail Community Stadium | 2 - 1       | Wilson 8, McNair 45                           |                   |
| Ngày 7 tháng 4 năm 2015   | Vòng 17  | West Ham U21    | H, Leigh Sports Village         | 3 - 2       | Harrop 22, 63, Rothwell 24                    |                   |
| Ngày 20 tháng 4 năm 2015  | Vòng 18  | Leicester U21   | A, King Power Stadium           | 1 - 1       | Sean Goss 32                                  |                   |
| Ngày 28 tháng 4 năm 2015  | Vòng 19  | Fulham U21      | A, Craven Cottage               | 4 - 0       | Van Persie 13,80 Rothwell 20,43               |                   |
| Ngày 4 tháng 5 năm 2015   | Vòng 20  | Southampton U21 | H, Leigh Sports Village         | 1 - 0       | Ashley Fletcher 17                            |                   |
| Ngày 12 tháng 5 năm 2015  | Vòng 21  | Man City U21    | H, Old Trafford                 | 4 - 0       | Wilson 5, Januzaj 53, Fletcher 79, Willock 81 |                   |
| Ngày 23 tháng 5 năm 2015  | Vòng 22  | Man City U21    | A, City Football Academy        | 1 - 3       | Fletcher 43                                   |                   |

Bảng xếp hạng chi tiết
| STT | Câu lạc bộ    | Tr | T  | H | B | Bt | Bb | Hs  | Điểm |
| --- | ------------- | -- | -- | - | - | -- | -- | --- | ---- |
| 1   | Man Utd U21   | 22 | 11 | 7 | 4 | 39 | 23 | +16 | 40   |
| 2   | Liverpool U21 | 22 | 11 | 3 | 8 | 45 | 35 | +10 | 36   |
| 3   | Spurs U21     | 22 | 10 | 5 | 7 | 39 | 27 | +12 | 35   |

### Manchester Senior Cup 2014-2015
Manchester Senior Cup 2014-2015 mùa này (Với tên gọi Robinson's Brewery Senior Cup) chỉ có 5 đội tham dự đó là: Manchester City, Manchester United, Bolton Wanderers, Oldham Athletic và Bury. Trong đó hai đội thành Manchester và Bury FC vào bán kết còn hai đội còn lại phải đá loại trực tiếp.
| Thời gian  | Vòng đấu | Đối thủ          | H/N/A                            | Tỷ số Bt-Bb | Cầu thủ ghi bàn | Số lượng khán giả |
| ---------- | -------- | ---------------- | -------------------------------- | ----------- | --------------- | ----------------- |
| 02/03/2015 | Bán kết  | Bolton Wanderers | The County Ground, Lancashire FA | 0 - 1       |                 |                   |

### Lancashire Senior Cup 2014-2015
| Thời gian                 | Vòng đấu         | Đối thủ            | H/N/A                              | Tỷ số Bt-Bb              | Cầu thủ ghi bàn                                            | Số lượng khán giả |
| ------------------------- | ---------------- | ------------------ | ---------------------------------- | ------------------------ | ---------------------------------------------------------- | ----------------- |
| Ngày 7 tháng 10 năm 2014  | Vòng đầu tiên    | Accrington Stanley | N, Store First Stadium             | 4-2                      | W.Keane (29,44,82); Weir (79)                              | 697               |
| Ngày 25 tháng 11 năm 2014 | Vòng tứ kết      | Blackburn Rovers   | N, Leigh Sports Village            | 5-0                      | W.Keane (15); Herrera (26); Pereira (42); Rothwell (49,80) |                   |
| Ngày 18 tháng 7 năm 2015  | Vòng bán kết kết | Rochdale AFC       | J. Davidson Stadium, Altrincham FC | 0-0 (Thua 3-5 penalties) |                                                            |                   |

## Đội U18 Manchester United

### Giao hữu trước mùa giải 2014-2015
| Thời gian                | Đối thủ     | H/N/A         | Tỷ số Bt-Bb | Cầu thủ ghi bàn | Số lượng khán giả |
| ------------------------ | ----------- | ------------- | ----------- | --------------- | ----------------- |
| Ngày 22 tháng 7 năm 2014 | FC Trafford | A, Shawe View | 1 – 0       | Rashford (49)   |                   |

### Barclays U18 Premier League 2014-2015
Giải đấu được chia thành hai phân vùng - miền Bắc và miền Nam. Mỗi vùng có 12 đội U18, mỗi đội thi đấu với nhau hai lần trên sân nhà và sân khách trong tổng số 22 trận. Bốn đội đứng đầu mỗi phân vùng được tham dự vòng loại tiếp theo (gọi là Nhóm A) để xác định nhà vô địch giải đấu. Mùa giải 2014-15, Đội U18 United kết thúc giai đoạn một với vị trí thứ 4 và đủ điều kiện thi đấu vòng loại thứ hai ở nhóm A để xác định nhà vô địch tổng thể.
| Thời gian                 | Vòng đấu | Đối thủ           | H/A                                                        | Tỷ số Bt-Bb | Cầu thủ ghi bàn                                                          | Số lượng khán giả |
| ------------------------- | -------- | ----------------- | ---------------------------------------------------------- | ----------- | ------------------------------------------------------------------------ | ----------------- |
| Ngày 16 tháng 8 năm 2014  | Vòng 1   | Bolton U18        | H, Aon Training Complex                                    | 0 - 0       |                                                                          |                   |
| Ngày 23 tháng 8 năm 2014  | Vòng 2   | Newcastle U18     | A, Little Benton training ground, Newcastle United Academy | 3 – 2       | Mitchell (10,31,64)                                                      |                   |
| Ngày 30 tháng 8 năm 2014  | Vòng 3   | Liverpool U18     | A, Kirkby Academy, Liverpool                               | 0 - 4       |                                                                          |                   |
| Ngày 13 tháng 9 năm 2014  | Vòng 4   | Stoke City U18    | H, Aon Training Complex                                    | 1 – 0       | Mitchell (25)                                                            |                   |
| Ngày 20 tháng 9 năm 2014  | Vòng 5   | Man City U18      | A, Platt Lane                                              | 0 - 1       |                                                                          |                   |
| Ngày 27 tháng 9 năm 2014  | Vòng 6   | Middlesbrough U18 | H, Aon Training Complex                                    | 0 - 3       |                                                                          |                   |
| Ngày 3 tháng 10 năm 2014  | Vòng 7   | Wolves U18        | A, J. Davidson Stadium, Altrincham                         | 2 – 0       | Rashford (65); Croskery (85)                                             |                   |
| Ngày 11 tháng 10 năm 2014 | Vòng 8   | Blackburn U18     | A, Brockhall                                               | 4 – 1       | Rathbone (45,65,70); Croskery (67)                                       |                   |
| Ngày 18 tháng 10 năm 2014 | Vòng 9   | Sunderland U18    | H, Aon Training Complex                                    | 0 - 2       |                                                                          |                   |
| Ngày 15 tháng 11 năm 2014 | Vòng 10  | Everton U18       | A, Finch Farm                                              | 0 - 2       |                                                                          |                   |
| Ngày 21 tháng 11 năm 2014 | Vòng 11  | Newcastle U18     | N, J.Davidson Stadium                                      | 2 – 0       | Rashford (39,84)                                                         |                   |
| Ngày 29 tháng 11 năm 2014 | Vòng 12  | Bolton U18        | A, The Eddie Davies Football Academy                       | 2 – 0       | Rathbone (57); Gribbin (90)                                              |                   |
| Ngày 5 tháng 12 năm 2014  | Vòng 13  | Liverpool U18     | N, J.Davidson Stadium                                      | 0 - 0       |                                                                          |                   |
| Ngày 20 tháng 12 năm 2014 | Vòng 14  | Stoke U18         | A, Clayton Wood                                            | 2 – 0       | Rashford (17,20)                                                         |                   |
| Ngày 17 tháng 1 năm 2015  | Vòng 15  | Man City U18      | H, Aon Training Complex                                    | 5 – 2       | Redmond (26); Hamilton (37); Williams (46); Rashford (60); Dearnley (87) |                   |
| Ngày 31 tháng 1 năm 2015  | Vòng 16  | Blackburn U18     | H, Aon Training Complex                                    | 2 – 1       | Dearnley (37); Borthwick-Jackson (58)                                    |                   |
| Ngày 14 tháng 2 năm 2015  | Vòng 17  | Everton U18       | H, Aon Training Complex                                    | 3 - 2       | Croskery 45,89 Rashford 61                                               |                   |
| Ngày 21 tháng 2 năm 2015  | Vòng 18  | Derby U18         | A, Derby County Football Academy                           | 1 - 0       | Rathbone 92                                                              |                   |
| Ngày 24 tháng 2 năm 2015  | Vòng 19  | Wolves U18        | A, Sir Jack Hayward Training Ground                        | 0 - 1       |                                                                          |                   |
| Ngày 28 tháng 2 năm 2015  | Vòng 20  | Derby U18         | H, Aon Training Complex                                    | 2 - 0       | Rashford 8, 47                                                           |                   |
| Ngày 03 tháng 03 năm 2015 | Vòng 21  | Sunderland U18    | A, Academy of Light                                        | 0 - 1       |                                                                          |                   |
| Ngày 07 tháng 03 năm 2015 | Vòng 22  | Middlesbrough U18 | A, Rockliffe Park                                          | 0 - 2       |                                                                          |                   |

| STT | Câu lạc bộ        | Tr | T  | H | B | Bt | Bb | Hs  | Điểm |
| --- | ----------------- | -- | -- | - | - | -- | -- | --- | ---- |
| 1   | Middlesbrough U18 | 22 | 16 | 2 | 4 | 59 | 30 | +29 | 50   |
| 2   | Everton U18       | 22 | 13 | 2 | 7 | 49 | 30 | +19 | 41   |
| 3   | Man City U18      | 22 | 12 | 4 | 6 | 45 | 29 | +16 | 40   |
| 4   | Man Utd U18       | 22 | 12 | 2 | 8 | 29 | 24 | +5  | 38   |

Đội U18 Man Utd kết thúc vòng đấu giai đoạn một đứng vị trí thứ 4 và được lọt vào vòng tiếp theo được gọi nhóm A, mỗi đội gặp nhau một lần, đội đứng đầu nhóm A là nhà vô địch của giải đấu này. 
| Thời gian                 | Vòng đấu | Đối thủ           | H/A                                  | Tỷ số Bt-Bb | Cầu thủ ghi bàn                        | Số lượng khán giả |
| ------------------------- | -------- | ----------------- | ------------------------------------ | ----------- | -------------------------------------- | ----------------- |
| Ngày 14 tháng 03 năm 2015 | Vòng 1   | West Brom U18     | A, Walsall                           | 1 - 0       | Thompson 92                            |                   |
| Ngày 21 tháng 03 năm 2015 | Vòng 2   | Aston Villa U18   | N, Aon Training Complex, Carrington  | 1 - 1       | Mitchell 83                            |                   |
| Ngày 11 tháng 04 năm 2015 | Vòng 3   | Man City U18      | N, J.Davidson Stadium                | 1 - 0       | Gribbin 59                             |                   |
| Ngày 18 tháng 04 năm 2015 | Vòng 4   | Everton U18       | A, Finch Farm                        | 1 - 1       | Thompson 74                            |                   |
| Ngày 25 tháng 04 năm 2015 | Vòng 5   | Spurs U18         | A, Tottenham Hotspur Training Centre | 2 - 0       | Rashford 13, 36                        |                   |
| Ngày 02 tháng 05 năm 2015 | Vòng 6   | Chelsea U18       | N, J.Davidson Stadium                | 1 - 2       | Rashford 7pen, Borthwick-Jackson og 75 |                   |
| Ngày 09 tháng 05 năm 2015 | Vòng 7   | Middlesbrough U18 | A, Rockliffe Park                    | 2 - 4       | Reid 63, Gribbin 91                    |                   |

Xếp hạng chung cuộc
| STT | Câu lạc bộ    | Tr | T | H | B | Bt | Bb | Hs | Điểm |
| --- | ------------- | -- | - | - | - | -- | -- | -- | ---- |
| 3   | Chelsea U18   | 7  | 4 | 1 | 2 | 18 | 14 | +4 | 13   |
| 4   | Man Utd U18   | 7  | 3 | 2 | 2 | 9  | 8  | +1 | 11   |
| 5   | West Brom U18 | 7  | 3 | 0 | 4 | 17 | 15 | +2 | 9    |

### FA Youth Cup 2015
| Thời gian                 | Vòng đấu | Đối thủ               | H/N/A              | Tỷ số Bt-Bb | Cầu thủ ghi bàn                | Số lượng khán giả |
| ------------------------- | -------- | --------------------- | ------------------ | ----------- | ------------------------------ | ----------------- |
| Ngày 16 tháng 12 năm 2014 | Vòng 3   | Bury U18              | H, Old Trafford    | 1-0         | Dearnley (12)                  | 2131              |
| Ngày 13 tháng 1 năm 2015  | Vòng 4   | Hull City U18         | H, Old Trafford    | 3-0         | Dearnley (59); Gribbin (63,68) | 4087              |
| Ngày 9 tháng 2 năm 2015   | Vòng 5   | Tottenham Hotspur U18 | A, White Hart Lane | 1-3         | Rashford (25)                  |                   |

### Dale Farm Milk Cup 2014 tại Bắc Ailen[8]
| Thời gian                | Vòng đấu  | Đối thủ            | H/N/A         | Tỷ số Bt-Bb | Cầu thủ ghi bàn                                                                                              | Số lượng khán giả |
| ------------------------ | --------- | ------------------ | ------------- | ----------- | --- | ----------------- |
| Ngày 28 tháng 7 năm 2014 | Vòng bảng | Gold Coast Academy | N, Brandywell | 11 – 0      | Demetri Mitchell (4); Marcus Rashford (2); Ogo Obi (2); Thompson(1); Travis Johnson (1); Zachary Dearnley(1) |                   |
| Ngày 29 tháng 7 năm 2014 | Vòng bảng | Co Armagh          | N, Brandywell | 3 – 0       | Jordan Thompson (1); Demetri Mitchell (1); Rashford (1);                                                     |                   |
| Ngày 30 tháng 7 năm 2014 | Vòng bảng | CSKA Moscow        | N, Brandywell | 2 – 2       | Charlie Scott (1); Rashford(1)                                                                               |                   |
| Ngày 31 tháng 7 năm 2014 | Bán kết   | Partick Thistle    | N, Brandywell | 4 – 0       | Ogo Obi (1); Demetri Mitchell (1); Jordan Thompson(1); Borthwick-Jackson(1)                                  |                   |
| Ngày 1 tháng 8 năm 2014  | Chung kết | Vendee             | N, Brandywell | 1 – 0       | Cameron Borthwick-Jackson (1)                                                                                |                   |

## Đội U19 Manchester United

### Giải Nike Academy Cup 2015[9]
| Thời gian                | Vòng đấu       | Đối thủ       | H/N/A            | Tỷ số Bt-Bb | Cầu thủ ghi bàn                                           | Số lượng khán giả |
| ------------------------ | -------------- | ------------- | ---------------- | ----------- | --------------------------------------------------------- | ----------------- |
| Ngày 28 tháng 3 năm 2015 | Vòng bán kết   | As Monaco     | St George's Park | 3 – 0       | Pereira 10, Rothwell 67, 86. Pen (2-2, Rothwell, Pereira) |                   |
| Ngày 29 tháng 3 năm 2015 | Vòng chung kết | Hertha Berlin | St George's Park | 3 - 3       | Fletcher, Grimshaw (2). Thua Pen (1-3, Andy Kellett)      |                   |

### Giao hữu với sinh viên trường Đại học Loughborough[10]
| Thời gian                 | Đối thủ               | H/A                               | Tỷ số Bt-Bb | Cầu thủ ghi bàn         | Số lượng khán giả |
| ------------------------- | --------------------- | --------------------------------- | ----------- | ----------------------- | ----------------- |
| Ngày 21 tháng 10 năm 2014 | Loughborough Students | A, J. Davidson Stadium, Moss Lane | 2-0         | Goss (8); Fletcher (57) |                   |

### Giải Mercedes-Benz Junior Cup 2015 tại Đức[11]
| Thời gian               | Vòng đấu  | Đối thủ             | H/N/A | Tỷ số Bt-Bb | Cầu thủ ghi bàn                                                                                         | Số lượng khán giả |
| ----------------------- | --------- | ------------------- | ----- | ----------- | --- | ----------------- |
| Ngày 3 tháng 1 năm 2015 | Vòng bảng | Grasshoppers        | N     | 2 – 3       | E.Fosu-Mensah (4); ROS Williams (10)                                                                    |                   |
| Ngày 3 tháng 1 năm 2015 | Vòng bảng | VfB Stuttgart       | N     | 1 – 0       | OM Rathbone (5)                                                                                         |                   |
| Ngày 3 tháng 1 năm 2015 | Vòng bảng | FC Schalke 04       | N     | 2 – 0       | J. Riley (11); M. Rashford (16)                                                                         |                   |
| Ngày 3 tháng 1 năm 2015 | Vòng 2    | Fenerbahce Istanbul | N     | 0 – 2       | |                   |
| Ngày 4 tháng 1 năm 2015 | Vòng 2    | TSG 1899 Hoffenheim | N     | 3 – 1       | ETF Fosu-Mensah (6, 13); CJ Borthwick-Jackson (16)                                                      |                   |
| Ngày 4 tháng 1 năm 2015 | Bán kết   | Grasshoppers        | N     | 6 – 0       | PB Henderson (7); M. Rashford (9); OM Rathbone (12); DV Redmond (14); OM Rathbone (16); DV Redmond (18) |                   |
| Ngày 4 tháng 1 năm 2015 | Chung kết | VfB Stuttgart       | N     | 0 – 0       | Win pen 3-2 (CT Scott; CJ Borthwick-Jackson; M. Rashford)                                               |                   |

## Đội U17 Manchester United[12]
| Thời gian                 | Đối thủ                      | H/N/A             | Tỷ số Bt-Bb | Cầu thủ ghi bàn                          | Số lượng khán giả |
| ------------------------- | ---------------------------- | ----------------- | ----------- | ---------------------------------------- | ----------------- |
| Ngày 27 tháng 10 năm 2014 | FK Dukla Banská Bystrica U17 | N, Poprad Stadium | 2 – 0       | Rashferd (45 pen); Rashferd (78)         |                   |
| Ngày 29 tháng 10 năm 2014 | FC Baník Ostrava U17         | N, Poprad Stadium | 3 – 1       | Riley (29); Thompson (41); Crosvery (81) |                   |